# Капитан Ришар
«Капитан Риша́р» (фр. Le Capitaine Richard) — роман французского писателя Александра Дюма, написанный в 1854 году. Состоит из 24 глав — самостоятельных новелл, объединённых личностями главных героев, братьев-близнецов Ришар. Впервые был опубликован в еженедельной парижской газете «Иллюстрированный мир» («Le Monde illustré») в 1854 году. В том же году роман был издан в Бельгии (Meline, Canset Сº, Bruxelles, 1854, 16mo, 2 т.).

## Сюжет
Действие романа происходит с 13 апреля 1809 по 16 октября 1815 года. Описанные в нём вымышленные события тесно связаны с некоторыми военными кампаниями Наполеона, которые автор изложил с большой достоверностью.На этом фоне показана любовь французского офицера к немецкой девушке. Центральное место в романе занимает император Франции Наполеон I, которого Дюма изображает как движущую силу эпохи.